# Lovászhetény
Lovászhetény là một thị trấn thuộc hạt Baranya, Hungary. Thị trấn này có diện tích 8,95 km², dân số năm 2010 là 279 người, mật độ 31 người/km².